# Jerichotrompet
Met de benaming Jerichotrompet (Duits: Jericho-Trompete) of Bazuinen van Jericho werd de sirene van de Duitse Junkers Ju 87 (Stuka) duikbommenwerper aangeduid. Deze werd aangedreven door een kleine propeller die door de wind in beweging werd gebracht wanneer het vliegtuig in een steile duikvlucht werd gebracht. Het doel van de Jerichotrompet was om de tegenstander angst aan te jagen en was dus een deel van de psychologische oorlogsvoering.
De naam komt van de bazuinen die in de Bijbel de val van de muur van Jericho inluidden.